# Filippo Walter Ratti
Filippo Walter Ratti (* 13. Juni 1914 in Rom; † 6. Dezember 1981) ist ein italienischer Filmregisseur.

## Leben
Ratti begann seine Arbeit im Filmgeschäft 1938 als Regieassistent von Gennaro Righelli, mit dem er in zwei Jahren an sieben Filmen wirkte. Unmittelbar nach Ende des Zweiten Weltkrieges legte er mit Felicità perduta sein Regiedebüt vor, dem 1947 der selbstgeschriebene, kaum in Umlauf gekommene und heute als verschollen geltende Eleonora Duse folgte. Nach einigen Routinearbeiten (fast immer war er sein eigener Drehbuchautor) drehte Ratti 1961 eine erste filmische Aufarbeitung der Geschehnisse in der Via Rasella und deren Folgen, Zehn Italiener für einen Deutschen. Weitere solide, vergleichsweise wenige Genrewerke folgten, darunter der heute als Trash-Werk gefeierte Horrorfilm La notte dei dannati, für den er das Pseudonym Peter Rush wählte. Unter dem nämlichen Namen drehte er bis 1976 noch drei erotische Filme.
Das angegebene Todesdatum wird des Öfteren angegeben, ist allerdings nicht zu verifizieren.

## Filmografie (Auswahl)
- 1946: Felicità perduta
- 1953: Es ist nie zu spät (Non è mai troppo tardi)
- 1960: Todesfalle Tresor 17 (Rapina al quartiere ovest)
- 1961: Ferien in der Silberbay (Vacanze alla baia d'argento)
- 1962: Zehn Italiener für einen Deutschen (Dieci italiani per un tedesco)
- 1965: Computer für Mord (AD3 operazione Squalo Bianco)
- 1971: La notte dei dannati
- 1976: I vizi morbosi di una governante